# Robert Getchell (Drehbuchautor)
Robert Getchell (* 5. Dezember 1936 in Kansas City, Missouri; † 21. Oktober 2017 in Kalifornien) war ein US-amerikanischer Drehbuchautor und Universitätsprofessor.

## Leben
Getchell studierte Englische Sprache an der University of Missouri, an der er 1965 seinen Abschluss machte. Nachdem er zunächst als freiberuflicher Schriftsteller gearbeitet hatte, schrieb er 1974 das Drehbuch zu Alice lebt hier nicht mehr, das von Martin Scorsese verfilmt wurde, und für welches Getchell 1975 für den Oscar in der Kategorie Bestes Originaldrehbuch nominiert wurde. Seine zweite Oscar-Nominierung wurde Getchell bereits 1977 für sein Drehbuch zu Dieses Land ist mein Land zuteil.
Ein Tiefpunkt seiner Karriere war das Drehbuch zum 1981 produzierten Film Meine liebe Rabenmutter, für den Getchell 1982 mit der Goldenen Himbeere ausgezeichnet wurde.
Nachdem Getchell 1994 mit Der Klient sein letztes Drehbuch für einen Film geschrieben hatte, nahm er eine Stelle als Professor für Englische Literatur zunächst an der University of Missouri, und später an der Miami University im US-Bundesstaat Ohio an.

## Filmografie
- 1974: Alice lebt hier nicht mehr (Alice Doesn’t Live Here Anymore)
- 1976: Dieses Land ist mein Land (Bound for Glory)
- 1981: Meine liebe Rabenmutter (Mommie Dearest)
- 1985: Sweet Dreams
- 1990: Stella
- 1993: This Boy’s Life
- 1993: Codename: Nina (Point of No Return)
- 1994: Der Klient (The Client)

## Auszeichnungen
- 1975: Oscar-Nominierung, Bestes Originaldrehbuch für: Alice lebt hier nicht mehr (Alice Doesn't Live Here Anymore)
- 1975: WGA-Award-Nominierung, für: Alice lebt hier nicht mehr
- 1976: BAFTA Award, für: Alice lebt hier nicht mehr
- 1977: Oscar-Nominierung, Bestes adaptiertes Drehbuch für: Dieses Land ist mein Land (Bound for Glory)
- 1977: WGA-Award-Nominierung, für: Dieses Land ist mein Land
- 1982: Goldene Himbeere/Schlechtestes Drehbuch, für: Mommie Dearest